# Рене Стабс
Рене Стабс (Сиднеј, 26. март 1971) бивша је аустралијска тенисерка. У каријери је освојила шест гренд слем турнира — четири у конкуренцији женских, а два у конкуренцији мешовитих парова. У категорији парова такође је освојила још 56 других турнира и била прва тенисерка света.
Наступила је за Аустралију на Летњим олимпијским играма 1996. у Атланти, 2000. у Сиднеју, 1996. у Атланти, 2004. у Атини и 2008. у Пекингу, а за Фед куп репрезентацију Аустралије игра још од 1992. године. Последња тенисерка са којом је наступала је Саманта Стосур.

## Каријера
Рене Стабс у каријери никада није освојила ВТА турнир у појединачној конкуренцији, али је са својих 60 титула у конкуренцији парова превазишла чак и тенисерку Маргарет Корт, која је освојила 52 турнира у овој конкуренцији. Што се тиче њене каријере у појединачној конкуренцији, 1990. је освојила ИТФ турнир у Перту, а 1991. у Милдури — од тада није освојила ниједну. Играла је и полуфинале Квебек Ситија 1995. године, као и четвртфинала у Истборну (1992) и Есену (1996), а највиша позиција на ВТА листи јој је 64. место.
Специјалност Стабсове свакако су парови. Своју прву титулу у овој конкуренцији освојила је 1992. у Осаки, заједно са Хеленом Суковом; исте године освојила је на турнир у Хамбургу са Штефи Граф, и турнир у Бирмингему Роџерс куп са Лори Макнил. 1993. Стабс и Сукова освојиле су турнир у Индијан Велсу, а са Граф је одбранила титулу у Хамбургу. 1995. године, након освојених девет турнира, Стабс је стигла до свог првог финала гренд слема у категорији парова. Заједно са холандском тенисерком Брендом Шулц стигла је до финала Отвореног првенства Америке, али су поражене од стране вишеструких гренд слем шампионки Ђиђи Фернандез и Наташе Звереве.
Свој први гренд слем турнир Стабс је освојила 2000. на домаћем терену, Отвореном првенству Аустралије. Она и Лиса Рејмонд победиле су Мартину Хингис и Мери Пирс у три сета. Наредне године Рејмонд и Стабс су освојиле Вимблдон и Отворено првенство Америке, као и ВТА завршни шампионат. Стабс је такође освојила два гренд слем турнира у мешовитим паровима, Отворено првенство Аустралије 2000. са Џаредом Палмером и Отворено првенство Америке 2001. са Тодом Вудбриџом. 2004. освојила је свој четврти гренд слем у категорији парова, Вимблдон у пару са Каром Блек. Четири године касније у Дохи је освојила своју 59. титулу у каријери, заједно са Квјетом Пешке.

## Пласман на ВТА листи на крају сезоне

### Појединачно
| Година  | 1988. | 1989. | 1990. | 1991. | 1992. | 1993. | 1994. | 1995. | 1996. | 1997. | 1998. | 1999. | 2000. |
| Пласман | 344   | 223   | 270   | 183   | 92    | 170   | 213   | 90    | 106   | 419   | 231   | 254   | 683   |

### Парови
| Година  | 2001. | 2002. | 2003. | 2004. | 2005. | 2006. | 2007. | 2008. | 2009. | 2010. |
| Пласман | 2     | 4     | 10    | 4     | 5     | 6     | 10    | 9     | 7     | 10    |

## Гренд слем финала (10)

### Женски парови (7)
| Година | Турнир                        | Подлога | Партнерка    | Противнице                | Резултат      |
| 2000   | Отворено првенство Аустралије | Тврда   | Лиса Рејмонд | Мартина Хингис Мери Пирс  | 6—4, 5—7, 6—4 |
| 2001   | Вимблдон                      | Трава   | Лиса Рејмонд | Ким Клајстерс Ај Сугијама | 6—4, 6—3      |
| 2001   | Отворено првенство САД        | Тврда   | Лиса Рејмонд | Кимберли По Натали Тозија | 6—2, 5—7, 7—5 |
| 2004   | Вимблдон (2)                  | Тврда   | Кара Блек    | Лизел Хубер Ај Сугијама   | 6—3, 7—6(5)   |

| Година | Турнир                 | Подлога | Партнерка      | Противнице                           | Резултат    |
| 1995   | Отворено првенство САД | Тврда   | Бренда Шулц    | Ђиђи Фернандез Наташа Зверева        | 5—7, 3—6    |
| 2002   | Ролан Гарос            | Шљака   | Лиса Рејмонд   | Вирхинија Руано Паскуал Паола Суарез | 4—6, 2—6    |
| 2009   | Вимблдон               | Трава   | Саманта Стосур | Серена Вилијамс Винус Вилијамс       | 7–6(4), 6–4 |

### Мешовити парови (3)
| Година | Турнир                        | Подлога | Партнер      | Противници                        | Резултат       |
| 2000   | Отворено првенство Аустралије | Тврда   | Џеред Палмер | Аранча Санчез Викарио Тод Вудбриџ | 7—5, 7—6(3)    |
| 2001   | Отворено првенство САД        | Тврда   | Тод Вудбриџ  | Лиса Рејмонд Леандер Паес         | 6—4, 5—7, 11—9 |

| Година | Турнир      | Подлога | Партнер     | Противници                    | Резултат      |
| 2000   | Ролан Гарос | Шљака   | Тод Вудбриџ | Маријан де Сварт Дејвид Адамс | 3—6, 6—3, 3—6 |

## Финала ВТА шампионата (5)

### Женски парови (5)
| Бр | Година | Место играња | Подлога | Партнерка    | Противнице у финалу        | Резултат у финалу |
| 1. | 2001.  | Минхен       | Тврда   | Лиза Рејмонд | Кара Блек Јелена Лиховцева | 7-5, 3-6, 6-3     |

| Бр | Година | Место играња | Подлога | Партнерка    | Противнице у финалу         | Резултат у финалу |
| 1. | 2004.  | Лос Анђелес  | Тврда   | Кара Блек    | Нађа Петрова Меган Шонеси   | 7-5, 6-2          |
| 2. | 2005.  | Лос Анђелес  | Тврда   | Кара Блек    | Лиза Рејмонд Саманта Стосур | 6-7, 7-5, 6-4     |
| 3. | 2006.  | Мадрид       | Тврда   | Кара Блек    | Лиза Рејмонд Саманта Стосур | 3-6, 6-3, 6-3     |
| 4. | 2008.  | Доха         | Тврда   | Квјета Пешке | Кара Блек Лизел Хубер       | 6-1, 7-5          |

## ВТА Финала (106)

### Женски парови (103)
| Легенда: Пре 2009.           | Легенда: Од 2009.     |
| ---------------------------- | --------------------- |
| Гренд слем турнири (4)       |                       |
| Завршна првенства сезоне (1) |                       |
| Олимпијско злато (0)         |                       |
| категорија (19)              | Обавезни Премијер (0) |
| категорија (25)              | Премијер 5 (0)        |
| категорија (9)               | Премијер (0)          |
| и категорија (1)             | Међународни (0)       |

| Титула по подлози |
| Тврда (32)        |
| Шљака (8)         |
| Трава (8)         |
| Тепих (12)        |

| Бр. | Датум              | Турнир                      | Подлога | Партнерка       | Противнице у финалу                 | Резултат у финалу |
| 1.  | 3. фебруар 1992.   | Осака, Јапан                | Тепих   | Хелена Сукова   | Сенди Колинс Рејчел Маквилан        | 3-6, 6-4, 7-5     |
| 2.  | 27. април 1992.    | Хамбург, Немачка            | Шљака   | Штефи Граф      | Манон Болеграф Аранча Санчез        | 4-6, 6-3, 6-4     |
| 3.  | 8. јун 1992.       | Бирмингем, Велика Британија | Трава   | Лори Макнил     | Сенди Колинс Елина Рајнах           | 5-7, 6-3, 8-6     |
| 4.  | 17. август 1992.   | Монтреал, Канада            | Тврда   | Лори Макнил     | Ђиђи Фернандез Наташа Зверева       | 3-6, 7-5, 7-5     |
| 5.  | 22. фебруар 1993.  | Индијан Велс, САД           | Тврда   | Хелена Сукова   | Ен Гросман Патрисија Хај            | 6-3, 6-4          |
| 6.  | 26. април 1993.    | Хамбург, Немачка            | Шљака   | Штефи Граф      | Лариса Савченко Јана Новотна        | 6-4, 7-6          |
| 7.  | 7. фебруар 1994.   | Осака, Јапан                | Тепих   | Лариса Савченко | Пем Шрајвер Елисабет Смајли         | 6-4, 6-7, 7-5     |
| 8.  | 16. мај 1994.      | Стразбур, Француска         | Шљака   | Лори Макнил     | Патрисија Тарабини Каролина Вис     | 6-3, 3-6, 6-2     |
| 9.  | 12. јун 1995.      | Бирмингем, Велика Британија | Трава   | Манон Болеграф  | Никол Провис Кристина Редфрод       | 3-6, 6-4, 6-4     |
| 10. | 28. октобар 1996.  | Чикаго, САД                 | Тепих   | Лиса Рејмонд    | Ангела Леиере Нана Мијаги           | 6-1, 6-1          |
| 11. | 11. новембар 1996. | Филаделфија, САД            | Тепих   | Лиса Рејмонд    | Никол Арент Лори Макнил             | 6-4, 3-6, 6-3     |
| 12. | 20. октобар 1997.  | Квебек, Канада              | Тврда   | Лиса Рејмонд    | Александра Фузе Натали Тозија       | 6-4, 5-7, 7-5     |
| 13. | 10. новембар 1997. | Филаделфија, САД            | Тепих   | Лиса Рејмонд    | Линдси Давенпорт Јана Новотна       | 6-3, 7-5          |
| 14. | 16. фебруар 1998.  | Хановер, Немачка            | Тепих   | Лиса Рејмонд    | Јелена Лиховцева Каролина Вис       | 6-1, 6-7, 6-3     |
| 15. | 10. август 1998.   | Бостон, САД                 | Тврда   | Лиса Рејмонд    | Маријан де Сварт Мери Џо Фернандез  | 6-4, 6-4          |
| 16. | 22. фебруар 1999.  | Мемфис, САД                 | Тврда   | Лиса Рејмонд    | Аманда Куцер Џесика Стек            | 6-3, 6-4          |
| 17. | 23. август 1999.   | Њу Хејвен, САД              | Тврда   | Лиса Рејмонд    | Јелена Лиховцева Јана Новотна       | 7-6, 6-2          |
| 18. | 11. октобар 1999.  | Цирих, Швајцарска           | Тврда   | Лиса Рејмонд    | Натали Тозија Наташа Зверева        | 6-2, 6-2          |
| 19. | 18. октобар 1999.  | Москва, Русија              | Тепих   | Лиса Рејмонд    | Жили Алар-Декижи Анке Хубер         | 6-1, 6-0          |
| 20. | 8. новембар 1999.  | Филаделфија, САД            | Тепих   | Лиса Рејмонд    | Чанда Рубин Сандрин Тести           | 6-1, 7-6          |
| 21. | 17. јануар 2000.   | Мелбурн, Аустралија         | Тврда   | Лиса Рејмонд    | Мартина Хингис Мери Пирс            | 6-4, 5-7, 6-4     |
| 22. | 15. мај 2000.      | Рим, Италија                | Шљака   | Лиса Рејмонд    | Аранча Санчез Магви Серна           | 6-3, 4-6, 6-3     |
| 23. | 22. мај 2000.      | Мадрид, Шпанија             | Шљака   | Лиса Рејмонд    | Гала Леон Гарсија Марија Санчез     | 6-1, 6-3          |
| 24. | 31. јул 2000.      | Сан Дијего, САД             | Тврда   | Лиса Рејмонд    | Линдси Давенпорт Ана Курњикова      | 4-6, 6-3, 7-6     |
| 25. | 29. јануар 2001.   | Токио, Јапан                | Тепих   | Лиса Рејмонд    | Ана Курњикова Ирода Туљаганова      | 7-6, 2-6, 7-6     |
| 26. | 26. фебруар 2001.  | Скотсдејл, САД              | Тврда   | Лиса Рејмонд    | Ким Клајстерс Меган Шонеси          | предаја           |
| 27. | 16. април 2001.    | Чарлстон, САД               | Шљака   | Лиса Рејмонд    | Вирхинија Руано Паола Суарез        | 5-7, 7-6, 6-3     |
| 28. | 18. јун 2001.      | Истборн, Велика Британија   | Трава   | Лиса Рејмонд    | Кара Блек Јелена Лиховцева          | 6-2, 6-2          |
| 29. | 25. јун 2001.      | Лондон, Велика Британија    | Трава   | Лиса Рејмонд    | Ким Клајстерс Ај Сугијама           | 3-6, 6-4, 6-4     |
| 30. | 27. август 2001.   | Њујорк, САД                 | Тврда   | Лиса Рејмонд    | Кимберли По Натали Тозија           | 6-2, 5-7, 7-5     |
| 31. | 29. октобар 2001.  | Минхен, Немачка             | Тврда   | Лиса Рејмонд    | Кара Блек Јелена Лиховцева          | 7-5, 3-6, 6-3     |
| 32. | 7. јануар 2002.    | Сиднеј, Аустралија          | Тврда   | Лиса Рејмонд    | Мартина Хингис Ана Курњикова        | предаја           |
| 33. | 28. јануар 2002.   | Токио, Јапан                | Тепих   | Лиса Рејмонд    | Елс Каленс Роберта Винчи            | 6-1, 6-1          |
| 34. | 25. фебруар 2002.  | Скотсдејл, САД              | Тврда   | Лиса Рејмонд    | Кара Блек Јелена Лиховцева          | 6-3, 5-7, 7-6     |
| 35. | 4. март 2002.      | Индијан Велс, САД           | Тврда   | Лиса Рејмонд    | Јелена Дементјева Јанета Хусарова   | 7-5, 6-0          |
| 36. | 18. март 2002.     | Мајами, САД                 | Тврда   | Лиса Рејмонд    | Вирихинија Руано Паола Суарез       | 7-6, 6-7, 6-3     |
| 37. | 15. април 2002.    | Чарлстон, САД               | Шљака   | Лиса Рејмонд    | Александра Фузе Каролина Вис        | 6-4, 3-6, 7-6     |
| 38. | 17. јун 2002.      | Истборн, САД                | Трава   | Лиса Рејмонд    | Кара Блек Јелена Лиховцева          | 6-7, 7-6, 6-2     |
| 39. | 22. јул 2002.      | Станфорд, САД               | Тврда   | Лиса Рејмонд    | Јанета Хусарова Кончита Мартинез    | 6-1, 6-1          |
| 40. | 27. јануар 2003.   | Токио, Јапан                | Тепих   | Јелена Бовина   | Линдси Давенпорт Лиса Рејмонд       | 6-3, 6-4          |
| 41. | 4. август 2003.    | Лос Анђелес, САД            | Тврда   | Мери Пирс       | Јелена Бовина Елс Каленс            | 6-3, 6-3          |
| 42. | 6. октобар 2003.   | Штутгарт, Немачка           | Тврда   | Лиса Рејмонд    | Кара Блек Мартина Навратилова       | 6-2, 6-4          |
| 43. | 12. јануар 2004.   | Сиднеј, Аустралија          | Тврда   | Кара Блек       | Динара Сафина Меган Шонеси          | 7-5, 3-6, 6-4     |
| 44. | 2. фебруар 2004.   | Токио, Јапан                | Тепих   | Кара Блек       | Јелена Лиховцева Магдалена Малејева | 6-0, 6-1          |
| 45. | 21. јун 2004.      | Лондон, Велика Британија    | Трава   | Кара Блек       | Лизел Хубер Ај Сугијама             | 6-3, 7-6          |
| 46. | 26. јул 2004.      | Сан Дијего, САД             | Тврда   | Кара Блек       | Вирхинија Руано Паола Суарез        | 4-6, 6-1, 6-4     |
| 47. | 4. октобар 2004.   | Штутгарт, Немачка           | Тврда   | Кара Блек       | Ана-Лена Гренефелд Јулија Шруф      | 6-3, 6-2          |
| 48. | 18. октобар 2004.  | Цирих, Швајцарска           | Тврда   | Кара Блек       | Вирхинија Руано Паола Суарез        | 6-4, 6-4          |
| 49. | 16. јун 2005.      | Истбурн, Велика Британија   | Трава   | Лиса Рејмонд    | Јелена Лиховцева Вера Звонарјова    | 6-3, 7-5          |
| 50. | 25. јул 2005.      | Станфорд, САД               | Тврда   | Кара Блек       | Јелена Лиховцева Вера Звонарјова    | 6-3, 7-5          |
| 51. | 17. октобар 2005.  | Цирих, Швајцарска           | Тврда   | Кара Блек       | Данијела Хантухова Ај Сугијама      | 6-7, 7-6, 6-3     |
| 52. | 31. октобар 2005.  | Филаделфија, САД            | Тврда   | Кара Блек       | Лиса Рејмонд Саманта Стосур         | 6-4, 7-6          |
| 53. | 9. јануар 2006.    | Сиднеј, Аустралија          | Тврда   | Корина Морарију | Вирхинија Руано Паола Суарез        | 6-3, 5-7, 6-2     |
| 54. | 1. август 2006.    | Сан Дијего, САД             | Тврда   | Кара Блек       | Ана-Лена Гренефелд Меган Шонеси     | 6-2, 6-2          |
| 55. | 16. октобар 2006.  | Цирих, Швајцарска           | Тврда   | Кара Блек       | Лизел Хубер Катарина Среботник      | 7-5, 7-5          |
| 56. | 6. август 2007.    | Лос Анђелес, САД            | Тврда   | Квјета Пешке    | Алиша Молик Мара Сантанђело         | 6-0, 6-1          |
| 57. | 1. октобар 2007.   | Штутгарт, Немачка           | Шљака   | Квјета Пешке    | Џан Јунгжан Динара Сафина           | 6-7, 7-6, 10-2    |
| 58. | 15. октобар 2007.  | Цирих, Швајцарска           | Тврда   | Квјета Пешке    | Лиса Рејмонд Франческа Скјавоне     | 7-5, 7-6          |
| 59. | 18. фебруар 2008.  | Доха, Катар                 | Тврда   | Квјета Пешке    | Кара Блек Лиса Рејмонд              | 6-1, 5-7, 10-7    |
| 60. | 16. јун 2010.      | Истборн, Велика Британија   | Трава   | Лиса Рејмонд    | Квјета Пешке Катарина Среботник     | 6-2, 2-6, 13-11   |

| Легенда: Пре 2009.                  | Легенда: Од 2009.     |
| ----------------------------------- | --------------------- |
| Гренд слем турнири (3)              |                       |
| Завршна првенства сезоне (4)        |                       |
| Олимпијско злато (0)                |                       |
| категорија (9)                      | Обавезни Премијер (0) |
| категорија (15)                     | Премијер 5 (2)        |
| категорија (6)                      | Премијер (2)          |
| и категорија (1) + 1 без категорије | Међународни (0)       |

| Финала по подлози |
| Тврда (21)        |
| Шљака (6)         |
| Трава (6)         |
| Тепих (10)        |

| Бр. | Датум               | Турнир                      | Подлога | Партнерка        | Противнице у финалу                 | Резултат у финалу |
| 1.  | 11. јануар 1993.    | Сиднеј, Аустралија          | Тврда   | Лори Макнил      | Пем Шривер ЕЛисабет Смајли          | 7-6, 6-2          |
| 2.  | 1. фебруар 1993.    | Токио, Јапан                | Тепих   | Лори Макнил      | Мартина Навратилова Хелена Сукова   | 6-4, 6-3          |
| 3.  | 26. јул 1993.       | Сан Хуан, Порторико         | Тврда   | Ђиђи Фернандез   | Деби Грејам Ен Гросман              | 5-7, 7-5, 7-5     |
| 4.  | 30. јануар 1995.    | Токио , Јапан               | Тепих   | Линдси Давенпорт | Ђиђи Фернандез Наташа Зверева       | 6-0, 6-3          |
| 5.  | 13. фебруар 1995.   | Париз, Француска            | Тепих   | Манон Болеграф   | Мередит Макгрет Лариса Савченко     | 6-4, 6-1          |
| 6.  | 24. мај 1995.       | Единбург, Велика Британија  | Шљака   | Манон Болеграф   | Мередит Макгрет Лариса Савченко     | 6-2, 7-6          |
| 7.  | 28. август 1995.    | Њујорк, САД                 | Тврда   | Бренд Шулц       | Ђиђи Фернандез Наташа Зверева       | 7-5, 6-3          |
| 8.  | 30. октобар 1995.   | Квебек, Канада              | Тврда   | Лиса Рејмонд     | Никол Арендт Манон Болеграф         | 7-6, 4-6, 6-2     |
| 9.  | 26. фебруар 1996.   | Линц, Аустрија              | Тепих   | Хелена Сукова    | Манон Болеграф Мередит Макгрет      | 6-4, 6-4          |
| 10. | 30. март 1998.      | Хилтон Хед, САД             | Шљака   | Лиса Рејмонд     | Кончита Мартинез Патрисија Тарабини | 3-6, 6-4, 6-4     |
| 11. | 8. јун 1998.        | Бирмингем, Велика Британија | Трава   | Лиса Рејмонд     | Елс Каленс Жили Алар-Декижи         | 2-6, 6-4, 6-4     |
| 12. | 19. октобар 1998.   | Москва, Русија              | Тепих   | Лиса Рејмонд     | Мери Пирс Наташа Зверева            | 6-3, 6-4          |
| 13. | 5. април 1999.      | Амелија Ајланд, САД         | Шљака   | Лиса Рејмонд     | Кончита Мартинез Патрисија Тарабини | 7-5, 0-6, 6-4     |
| 14. | 9. август 1999.     | Лос Анђелес, САД            | Тврда   | Лиса Рејмонд     | Лариса Савченко Аранча Санчез       | 6-2, 6-7, 6-0     |
| 15. | 19. јул 2000.       | Истборн, Велика Британија   | Трава   | Лиса Рејмонд     | Ај Сугијама Натали Тозија           | 2-6, 6-3, 7-6     |
| 16. | 6. новембар 2000.   | Филаделфија, САД            | Тепих   | Лиса Рејмонд     | Мартина Хингис Ана Курњикова        | 6-2, 7-5          |
| 17. | 8. јануар 2001.     | Сиднеј, Аустралија          | Тврда   | Лиса Рејмонд     | Ана Курњикова Барбара Шет           | 6-2, 7-5          |
| 18. | 21. март 2001.      | Мајами, САД                 | Тврда   | Лиса Рејмонд     | Аранча Санчез Натали Тозија         | 6-0, 6-4          |
| 19. | 21. мај 2001.       | Мадрид, Шпанија             | Шљака   | Лиса Рејмонд     | Вирхинија Руано Паола Суарез        | 7-5, 2-6, 7-6     |
| 20. | 27. мај 2002.       | Париз, Француска            | Шљака   | Лиса Рејмонд     | Вирхинија Руано Паола Суарез        | 6-4, 6-2          |
| 21. | 6. јануар 2003.     | Сиднеј, Аустралија          | Тврда   | Кончита Мартинез | Ким Клајстерс Ај Сугијама           | 6-3, 6-3          |
| 22. | 27. октобар 2003.   | Филаделфија, САД            | Тврда   | Кара Блек        | Мартина Навратилова Лиса Рејмонд    | 6-3, 6-4          |
| 23. | 17. мај 2004.       | Беч, Аустрија               | Шљака   | Кара Блек        | Мартина Навратилова Лиса Рејмонд    | 6-2, 7-5          |
| 24. | 8. новембар 2004.   | Лос Анђелес , САД           | Тврда   | Кара Блек        | Нађа Петрова Меган Шонеси           | 7-5, 6-2          |
| 25. | 23. март 2005.      | Мајами, САД                 | Тврда   | Лиса Рејмонд     | Светлана Кузњецова Алиша Молик      | 7-5, 6-7, 6-2     |
| 26. | 26. септембар 2005. | Луксембург, Луксембург      | Тврда   | Кара Блек        | Лиса Рејмонд Саманта Стосур         | 7-5, 6-1          |
| 27. | 10. октобар 2005.   | Москва, Русија              | Тепих   | Кара Блек        | Лиса Рејмонд Саманта Стосур         | 6-2, 6-4          |
| 28. | 7. новембар 2005.   | Лос Анђелес, САД            | Тврда   | Кара Блек        | Лиса Рејмонд Саманта Стосур         | 6-7, 7-5, 6-4     |
| 29. | 2. јануар 2006.     | Гоалд Коаст, Аустралија     | Тврда   | Кара Блек        | Динара Сафина Меган Шонеси          | 6-2, 6-3          |
| 30. | 30. јануар 2006.    | Токио, Јапан                | Тепих   | Кара Блек        | Лиса Рејмонд Саманта Стосур         | 6-2, 6-1          |
| 31. | 6. фебруар 2006.    | Париз, Француска            | Тепих   | Кара Блек        | Емили Лоа Квјета Пешке              | 7-6, 6-4          |
| 32. | 2. октобар 2006.    | Штутгарт, Немачка           | Тврда   | Кара Блек        | Лиса Рејмонд Саманта Стосур         | 6-3, 6-4          |
| 33. | 6. новембар 2006.   | Мадрид, Шпанија             | Тврда   | Кара Блек        | Лиса Рејмонд Саманта Стосур         | 3-6, 6-3, 6-3     |
| 34. | 29. јануар 2007.    | Токио, Јаоан                | Тепих   | Ванја Кинг       | Лиса Рејмонд Саманта Стосур         | 7-6, 3-6, 7-5     |
| 35. | 18. јун 2007.       | Истборн, Велика Британија   | Трава   | Квјета Пешке     | Лиса Рејмонд Саманта Стосур         | 6-7, 6-4, 6-3     |
| 36. | 16. јун 2008.       | Истборн, Велика Британија   | Трава   | Квјета Пешке     | Кара Блек Лизел Хубер               | 2-6, 6-0, 10-8    |
| 37. | 29. септембар 2008. | Штутгарт, Немачка           | Тврда   | Квјета Пешке     | Ана Лена Гренефелд Пати Шнидер      | 6-2, 6-4          |
| 38. | 4. новембар 2008.   | Доха, Катар                 | Тврда   | Квјета Пешке     | Кара Блек Лизел Хубер               | 6-1, 7-5          |
| 39. | 15. јун 2009.       | Истборн, Велика Британија   | Трава   | Саманта Стосур   | Акгул Аманмурадова Ај Сугијама      | 6-4, 6-3          |
| 40. | 26. јун 2009.       | Лондон, Велика Британија    | Трава   | Саманта Стосур   | Серена Вилијамс Винус Вилијамс      | 7-6, 6-4          |
| 41. | 17. август 2009.    | Торонто, Канада             | Тврда   | Саманта Стосур   | Нурија Љагостера Марија Мартинез    | 2-6, 7-5, 11-9    |
| 42. | 2. август 2010.     | Сан Дијего, САД             | Тврда   | Лиса Рејмонд     | Марија Кириленко Ђе Џенг            | 6-4, 6-4          |
| 43. | 9. август 2010.     | Синсинати, САД              | Тврда   | Лиса Рејмонд     | Викторија Азаренка Марија Кириленко | 7-6, 7-6          |

### Мешовити парови (3)
| Бр. | Датум            | Турнир              | Подлога | Партнер      | Противници у финалу       | Резултат у финалу |
| 1.  | 17. јануар 2000. | Мелбурн, Аустралија | Тврда   | Џаред Палмер | Аранча Санчез Тод Вудбриџ | 7-5, 7-6          |
| 2.  | 27. август 2001. | Њујорк, САД         | Тврда   | Тод Вудбриџ  | Лиса Рејмонд Леандер Паес | 6-4, 5-7, 11-9    |

| Бр. | Датум         | Турнир           | Подлога | Партнер     | Противници у финалу            | Резултат у финалу |
| 1.  | 29. мај 2000. | Париз, Француска | Шљака   | Тод Вудбриџ | Маријан де Свардт Дејвид Адамс | 6-3, 3-6, 6-3     |

## Наступи на Гренд слем турнирима
| Легенда | Легенда                                    | Легенда | Легенда                           |
| ------- | ------------------------------------------ | ------- | --------------------------------- |
| О/И     | однос освајања турнира и играња на турниру | Поб-Пор | однос побједа и пораза            |
| НО      | турнир није одржан те године               | Н       | није учествовала на турниру       |
| КВ      | изгубила у квалификацијама                 | 1К      | изгубила у првом колу             |
| 2К      | изгубила у другом колу                     | 3К      | изгубила у трећем колу            |
| 4К      | изгубила у четвртом колу                   | ГФ      | изгубила у групној фази такмичења |
| ЧФ      | изгубила у четвртфиналу                    | ПФ      | изгубила у полуфиналу             |
| Ф       | изгубила у финалу                          | П       | освојила турнир                   |

| Година       | Отворено првенство Аустралије | Отворено првенство Аустралије | Ролан Гарос | Ролан Гарос     | Вимблдон | Вимблдон        | Отворено првенство САД у тенису | Отворено првенство САД у тенису |
| ------------ | ----------------------------- | ----------------------------- | ----------- | --------------- | -------- | --------------- | ------------------------------- | ------------------------------- |
| 1989.        | 2К                            | Кеми Макгрегор                | -           | -               | -        | -               | -                               | -                               |
| 1990.        | 1К                            | Андреа Темешвари              | -           | -               | 1К       | Дона Фејбер     | -                               | -                               |
| 1991.        | 1К                            | Зина Гарисон                  | -           | -               | 1К       | Карин Кентрек   | -                               | -                               |
| 1992.        | 2К                            | Ли Фанг                       | 1К          | Линда Вајлд     | 2К       | Лори Макнил     | -                               | -                               |
| 1993.        | 1К                            | Инес Горочатеги               | -           | -               | 1К       | Натали Тозија   | -                               | -                               |
| 1994.        | 1К                            | Деби Грејам                   | -           | -               | -        | -               | -                               | -                               |
| 1995.        | -                             | -                             | -           | -               | 2К       | Инес Горочатеги | 1К                              | Пем Шрајвер                     |
| 1996.        | 2К                            | Линдси Давенпорт              | 1К          | Сабине Апелманс | 1К       | Линда Вајлд     | 1К                              | Наоко Савамацу                  |
| 1997.        | -                             | -                             | -           | -               | -        | -               | -                               | -                               |
| 1998         | 1К                            | Мирјана Лучић                 | -           | -               | 1К       | Сандрин Тести   | -                               | -                               |
| О/И\|Поб-пор | 0/8                           | 3/8                           | 0/2         | 0/2             | 0/7      | 2/7             | 0/2                             | 0/2                             |

У колонама је списак противница које су победиле Рене Стабс на гренд слем турнирима. 
| Легенда | Легенда                                    | Легенда | Легенда                           |
| ------- | ------------------------------------------ | ------- | --------------------------------- |
| О/И     | однос освајања турнира и играња на турниру | Поб-Пор | однос побједа и пораза            |
| НО      | турнир није одржан те године               | Н       | није учествовала на турниру       |
| КВ      | изгубила у квалификацијама                 | 1К      | изгубила у првом колу             |
| 2К      | изгубила у другом колу                     | 3К      | изгубила у трећем колу            |
| 4К      | изгубила у четвртом колу                   | ГФ      | изгубила у групној фази такмичења |
| ЧФ      | изгубила у четвртфиналу                    | ПФ      | изгубила у полуфиналу             |
| Ф       | изгубила у финалу                          | П       | освојила турнир                   |

| Година       | Отворено првенство Аустралије | Отворено првенство Аустралије     | Ролан Гарос          | Ролан Гарос                        | Вимблдон           | Вимблдон                            | Отворено првенство САД у тенису | Отворено првенство САД у тенису  |
| ------------ | ----------------------------- | --------------------------------- | -------------------- | ---------------------------------- | ------------------ | ----------------------------------- | ------------------------------- | -------------------------------- |
| 1989.        | 1К К. Макдоналд               | Штефи Граф Габријела Сабатини     | -                    | -                                  | -                  | -                                   | -                               | -                                |
| 1990.        | 2К Ева Пфаф                   | Пети Фендик Мери Џо Фернандез     | 1К Марија Штрандлунд | Карлинг Басет Ен Гросман           | 1К Ева Пфаф        | Пети Фендик Зина Гарисон            | 2к Ен Гросман                   | Мери Лу Пјатик Венди Вајт        |
| 1991.        | 1К Ева Пфаф                   | Лариса Савченко Наташа Зверева    | 1К Ева Пфаф          | Сенди Колинс Мери Пирс             | 2К Ева Пфаф        | Гречен Раш Робин Вајт               | 1К Ен Гросман                   | Изабела Демењо Кончита Мартинез  |
| 1992.        | -                             | -                                 | 3К Линда Вајлд       | Јана Новотна Лариса Савченко       | ЧФ Лори Макнил     | Ђиђи Фернандез Наташа Зверева       | ЧФ Лори Макнил                  | Ђиђи Фернандез Наташа Зверева    |
| 1993.        | ЧФ Лори Макнил                | Ђиђи Фернандез Наташа Зверева     | ЧФ Лори Макнил       | Сандра Чекини Патрисија Тарабини   | ЧФ Лори Макнил     | Мери Џо Фернандез Зина Гарисон      | ЧФ Лори Макнил                  | Аманда Куцер Инес Горочатеги     |
| 1994.        | -                             | -                                 | 3К Лори Макнил       | Линдси Давенпорт Лиса Рејмонд      | 3К Лори Макнил     | Јана Новотна Аранча Санчез          | -                               | -                                |
| 1995.        | 3К Мередит Макграт            | Кристи Богерт Никол Јагерман      | 3К Манон Болеграф    | Елна Рајнах Ирина Спрлеа           | 3К Манон Болеграф  | Кончита Мартинез Патрисија Тарабини | Ф Бренда Шулц                   | Ђиђи Фернандез Наташа Зверева    |
| 1996.        | 2К Бренда Шулц                | Нен Далман Клер Вуд               | 3К Лиса Рејмонд      | Кетрин Адамс Маријан де Сварт      | 3К Лиса Рејмонд    | Елизабет Смајли Линда Вајлд         | 2К Лиса Рејмонд                 | Соња Џејаселан Рене Симпсонс     |
| 1997.        | -                             | -                                 | -                    | -                                  | -                  | -                                   | 3K Лиса Рејмонд                 | Ђиђи Фернандез Наташа Зверева    |
| 1998.        | ПФ Лиса Рејмонд               | Мартина Хингис Мирјана Лучић      | 1К Лори Макнил       | К. Денин Емили Лоа                 | ПФ Лиса Рејмонд    | Мартина Хингис Јана Новотна         | ПФ Лиса Рејмонд                 | Мартина Хингис Јана Новотна      |
| 1999.        | ПФ Лиса Рејмонд               | Мартина Хингис Ана Курњикова      | 1К Лиса Рејмонд      | В. Менга Јелена Пампулова          | 3К Лиса Рејмонд    | Лизел Хубер Катарина Среботник      | 3К Лиса Рејмонд                 | Чанда Рубин Сандрин Тести        |
| 2000.        | П Лиса Рејмонд                | Мартина Хингис Мери Пирс          | 3К Лиса Рејмонд      | Анке Хубер Барбара Шет             | ПФ Лиса Рејмонд    | Жили Алар Декижи Ај Сугијама        | ЧФ Лиса Рејмонд                 | Кара Блек Јелена Лиховцева       |
| 2001.        | 1К Лиса Рејмонд               | Мартина Хингис Моника Селеш       | ПФ Лиса Рејмонд      | Јелена Докић Кончита Мартинез      | П Лиса Рејмонд     | Ким Клајстерс Ај Сугијама           | П Лиса Рејмонд                  | Кимберли По Натали Тозија        |
| 2002.        | ПФ Лиса Рејмонд               | Мартина Хингис Ана Курњикова      | Ф Лиса Рејмонд       | Вирхинија Руано Паола Соарез       | ЧФ Лиса Рејмонд    | Ана Курњикова Чанда Рубин           | 3К Лиса Рејмонд                 | Ким Клајстерс Меган Шонеси       |
| 2003.        | ЧФ Мери Пирс                  | Линдси Давенпорт Лиса Рејмонд     | 1К Корина Морарију   | Јелена Дементјева Лина Красноруцка | 1К Корина Морарију | Серена Вилијамс Винус Вилијамс      | ЧФ Јелена Бовина                | Вирхинија Руано Паола Соарез     |
| 2004.        | 1К Кара Блек                  | Ци Јан Ђе Џенг                    | 3К Кара Блек         | Сандрин Тести Роберта Винчи        | П Кара Блек        | Лизел Хубер Ај Сугијама             | 3К Кара Блек                    | Јелена Дементјева Ај Сугијама    |
| 2005.        | 2К Лиса Рејмонд               | Марион Бартоли Ана-Лена Гренефелд | ЧФ Лиса Рејмонд      | Корина Морарију Пати Шнидер        | 1К Лиса Рејмонд    | Стефани Коен Селима Сфар            | ЧФ Кара Блек                    | Лиса Рејмонд Саманта Стосур      |
| 2006.        | ЧФ Кара Блек                  | Шинобу Асагое Катарина Среботник  | ЧФ Кара Блек         | Данијела Хантухова Ај Сугијама     | ПФ Кара Блек       | Ци Јан Џенг Ђе                      | ЧФ Кара Блек                    | Динара Сафина Катарина Среботник |
| 2007.        | 1К Корина Морарију            | Јелена Бовина Ала Кудрјавцева     | 3К Квјета Пешке      | Марија Камерин Жисела Дулко        | ЧФ Квјета Пешке    | Лиса Рејмонд Саманта Стосур         | ПФ Квјета Пешке                 | Натали Деши Динара Сафина        |
| 2008.        | ЧФ Квјета Пешке               | Анабел Медина Вирхинија Руано     | 3К Квјета Пешке      | Кејси Делаква Франческа Скјавоне   | 3К Квјета Пешке    | Лиса Рејмонд Саманта Стосур         | 1К Квјета Пешке                 | Марина Ераковић Јелена Костанић  |
| 2009.        | 3К Саманта Стосур             | Серена Вилијамс Винус Вилијамс    | 3К Саманта Стосур    | Ци Јан Џенг Ђе                     | Ф Саманта Стосур   | Серена Вилијамс Винус Вилијамс      | ПФ Саманта Стосур               | Кара Блек Лизел Хубер            |
| 2010.        | ПФ Лиса Рејмонд               | Серена Вилијамс Винус Вилијамс    | 3К Лиса Рејмонд      | Марија Кириленко Агњешка Радвањска | ЧФ Лиса Рејмонд    | Лизел Хубер Бетани Матек            | ЧФ Лиса Рејмонд                 | Лизел Хубер Нађа Петрова         |
| 2011.        | 1К Франческа Скјавоне         | Михаела Крајичек Петра Квитова    | 3К Кејси Делаква     | Лизел Хубер Лиса Рејмонд           | 1К Кејси Делаква   | Кристина Бароа Ана-Лена Гренефелд   | 1К Кејси Делаква                | Сорана Крстеа Ајуми Морита       |
| О/И\|Поб-пор | 1/20                          | 41/19                             | 0/21                 | 40/21                              | 2/21               | 55/19                               | 1/21                            | 54/20                            |

У другим колонама је списак тенисерки које су победиле Рене Стабс и њену партнерку (прве колоне) на гренд слем турнирима. 
| Легенда | Легенда                                    | Легенда | Легенда                           |
| ------- | ------------------------------------------ | ------- | --------------------------------- |
| О/И     | однос освајања турнира и играња на турниру | Поб-Пор | однос побједа и пораза            |
| НО      | турнир није одржан те године               | Н       | није учествовала на турниру       |
| КВ      | изгубила у квалификацијама                 | 1К      | изгубила у првом колу             |
| 2К      | изгубила у другом колу                     | 3К      | изгубила у трећем колу            |
| 4К      | изгубила у четвртом колу                   | ГФ      | изгубила у групној фази такмичења |
| ЧФ      | изгубила у четвртфиналу                    | ПФ      | изгубила у полуфиналу             |
| Ф       | изгубила у финалу                          | П       | освојила турнир                   |

| Година       | Отворено првенство Аустралије | Отворено првенство Аустралије | Ролан Гарос       | Ролан Гарос                      | Вимблдон          | Вимблдон                      | Отворено првенство САД у тенису | Отворено првенство САД у тенису    |
| ------------ | ----------------------------- | ----------------------------- | ----------------- | -------------------------------- | ----------------- | ----------------------------- | ------------------------------- | ---------------------------------- |
| 1990.        | -                             | -                             | 1К К. Бекман      | Мерседес Паз Дијего Перез        | -                 | -                             | -                               | -                                  |
| 1991.        | -                             | -                             | 1К Џејсон Стосург | Стефани Рехе Пол Анакон          | ЧФ Џејсон Стосург | Елизабет Смајли Џон Фицџералд | -                               | -                                  |
| 1992.        | 1К Дени Висер                 | Наташа Зверева Џим Пју        | 3К Лори Вардер    | Џил Хедерингтон Глен Мичибата    | 3К Лори Вардер    | Миријам Ореманс Јако Елтинг   | -                               | -                                  |
| 1993.        | 1К Ван Ембург                 | Зина Герисон Рик Лич          | 3К Сендон Стол    | Џил Хетерингтон Пол Хархју       | 3К Сендон Стол    | Марија Штранлунд Јан Апел     | 1К Бајрон Талбот                | Мередит Макгрет Лук Џенсен         |
| 1994.        | ЧФ Марк Вудфорд               | Аранча Санчез Емилијо Санчез  | 2К Емилијо Санчез | Мишел Жагард Кели Џоунс          | -                 | -                             | 1к Скот Дејвис                  | Шон Стафорд Скот Мелвил            |
| 1995.        | 2К Скот Дејвис                | Лори Мекнил Хавијер Санчез    | 3К Бајрон Блек    | Рејчел Меквилан Дејвид Макверсон | 1К Рикард Берг    | Бренда Шулц МАрфи Јенсен      | 1К Кели Џоунс                   | Ђиђи Фернандез Кирил Сук           |
| 1996.        | 1К Рик Лич                    | Рене Симпсон Данијел Нестор   | 1К П. Трамаки     | С. Ротиер Маријуш Барнард        | 2К П. Трамаки     | Хелена СУкова Кирил Сук       | ЧФ Џошуа Игл                    | Мартина Хингис Кристо ван Ренсбург |
| 1997.        | -                             | -                             | -                 | -                                | -                 | -                             | 1к Бајрон Талбот                | Бренда Шулц Лук Џенсен             |
| 1998.        | 1К Џошуа Игл                  | Нана Мијаги Кент Кинер        | 2К Махеш Бупати   | Ан Сидо Себастијан Грожан        | 1К П. Трамаки     | Натали Тозије Данијел Нестор  | ПФ Џим Греб                     | Лиса Рејмонд Патрик Галбрат        |
| 1999.        | 1К Џим Греб                   | Серена Вилијамс Макс Мирни    | -                 | -                                | -                 | -                             | ПФ Тод Вудбриџ                  | Кимберли По Доналд Џонсон          |
| 2000.        | П Џаред Палмер                | Аранча Санчез Тод Вудбриџ     | Ф Тод Вудбриџ     | Маријан де Свардт Дејвид Адамс   | 2К Тод Вудбриџ    | Паола Соарез Душан Вемић      | ПФ Тод Вудбриџ                  | Ана Курњикова Макс Мирни           |
| 2001.        | ПФ Тод Вудбриџ                | Барбара Шет Џошуа Игл         | ЧФ Тод Вудбриџ    | Јанета Хусарова Петр Пала        | 2К Тод Вудбриџ    | Данијела Хантукова Леош Фридл | П Тод Вудбриџ                   | Лиса Рејмонд Леандер Паес          |
| 2002.        | 1К Тод Вудбриџ                | Каролина Вис Мајкл Хил        | 1К Тод Вудбриџ    | Катарина Среботник Боб Брајан    | 3К Џошуа Палмер   | Елс Каленс Роби Кениг         | 1К Тод Вудбриџ                  | Мартина Навратилова Леандер Паес   |
| 2003.        | ПФ Доналд Џонсон              | Елени Данилиду Тод Вудбриџ    | 1К Доналд Џонсон  | Барбара Шет Марк Ноулс           | 1К Доналд Џонсон  | Алиша Молик Пол Хенли         | 2К Доналд Џонсон                | Катарина Среботник Боб Брајан      |
| 2004.        | 1К Тод Вудбриџ                | Корина Морариу Мартин Дам     | 2К Кевин Уљет     | Катарина Среботник Боб Брајан    | ЧФ Јонас Бјоркман | Ај Сугијама Пол Хенли         | ПФ Данијел Нестор               | Вера Звонарјова Боб Брајан         |
| О/И\|Поб-пор |                               |                               |                   |                                  |                   |                               |                                 |                                    |

У другим колонама је пар које је победио Рене Стабс и њеног партнера (прва колона) на гренд слем турнирима. 

## Наступи на Летњим олимпијским играма
| Бр. | Датум         | Турнир       | Подлога | Коло    | Противница         | Резултат |
| 1.  | 23. јул 1996. | Атланта, САД | тврда   | 1. коло | Магдалена Малејева | 6-2, 6-1 |

| Бр. | Датум               | Турнир             | Подлога | Коло    | Партнерка      | Противнице                    | Резултат      |
| 1.  | 23. јул 1996.       | Атланта, САД       | тврда   | 1. коло | Никол Провис   | Ли Линг Чен Јингкјан Ји       | предаја       |
| 2.  | 19. септембар 2000. | Сиднеј, Аустралија | тврда   | 2. коло | Јелена Докић   | Кристи Бугерт Мирјам Ореман   | 2-6, 7-6, 6-4 |
| 3.  | 15. август 2004.    | Атина, Грчка       | тврда   | ЧФ      | Алиша Молик    | Тинг Ли Тјентјен Сун          | 6-3, 6-2      |
| 4.  | 11. август 2008.    | Пекинг, Кина       | тврда   | 2. коло | Саманта Стосур | Анабел Медина Вирхинија Руано | 4-6, 6-4, 6-4 |

- У овим табелама нису наведени сви мечеви које је Рене Стабс одиграла на играма, него они у којима је изгубила.

## Финала ФЕД купа (1)
| Бр. | Година | Локација  | Подлога | Победнице                              | Финалисткиње                                                   | Резултат |
| 1.  | 1993.  | Франкфурт | Шљака   | Шпанија Кончита Мартинез Аранча Санчез | Аустралија Никол Братке Лиз Смајли Рене Стабс Мишел Џагард-Лај | 3–0      |

### Статистика у Фед купу
| [ 5 ]       | Победа | Пораза | Укупно |
| ----------- | ------ | ------ | ------ |
| Појединачно | 0      | 3      | 3      |
| Парови      | 28     | 10     | 38     |
| Укупно      | 28     | 13     | 41     |

## Приватни живот
Рене Стабс рођена је 21. марта 1971. године у Сиднеју. Њени родитељи Гари и Маргарет развели су се још док је Рене била дете. Има сестре Керолајн и Натали, и браћу Роднија и Мичела. Велики је обожавалац спортова, као што су скијање, голф и сурфовање. Рене Стабс је отворено признала да је лезбијка; била је у дугогодишњој вези са својом бившом тениском партнерком Лисом Рејмонд.

## Опрема
- Рекет: Babolat Pure Storm[1]
- Опрема: Nike[1]
- Патике: Nike Air Max Breathe Cage II[1]

## Награде
- 2001: Награда ИТФ за најбољи женски дубл на свету (са Лисом Рејмонд)
- 2001: Награда ВТА за најбољи дубл године (са Лисом Рејмонд)